# Trans-Siberian Orchestra
Pour les articles homonymes, voir Transsibérien.
Trans-Siberian Orchestra (souvent abrégé en TSO) est un orchestre rock créé en 1993 par Paul O'Neill (en), Robert Kinkel (en) et Jon Oliva. Il est connu principalement pour ses reprises de chants de Noël.

## Biographie
TSO a été créé à New York en 1993 par les compositeurs Paul O'Neill et Robert Kinkel ainsi que par le chanteur de Savatage, Jon Oliva. O'Neill avait déjà produit et dirigé des groupes de rock tels que Aerosmith, Humble Pie ou Scorpions. Il a commencé à travailler avec Kinkel et Oliva quand il a écrit pour Savatage et qu'il les a produits.
L'industrie musicale n'avait pas accueilli chaudement le concept de l'orchestre jouant des musiques de Noël dans un style opéra-rock, mais celui-ci a assez vite fait preuve de succès auprès des adultes aussi bien que des jeunes.
Leur premier album, Christmas Eve And Other Stories, est sorti en 1996 et demeure actuellement le plus vendu. The Christmas Attic, sorti en 1998, est un album-concept similaire, s'inspirant de Noël. En 2000, ils ont sorti leur premier album (et unique jusqu'à présent) n'ayant pas trait à Noël : Beethoven's Last Night est un album concept racontant la dernière nuit de Beethoven sur Terre, pendant laquelle il rencontre Fate (la Destinée), son fils Twist et Méphistophélès. Après une tournée de plusieurs années, ils enregistrent un nouvel album, Lost Chistmas Eve en 2004, et sortent le coffret The Christmas Trilogy qui contient leurs trois CD sur Noël ainsi qu'un DVD, The Ghosts Of Christmas Eve.
Depuis début 2005, l'orchestre travaille sur un nouvel album, Nightcastle, prévu pour l'été 2009. Il ne s'inspirera pas du thème de Noël et contiendra vraisemblablement leur version de Carmina Burana, qu'ils avaient jouée lors des tournées de 2004, 2005, 2006 et 2007.
Paul O'Neill meurt en avril 2017.

Le 22 octobre 2020 le groupe annonce sur ses réseaux sociaux et sur son site officiel qu'il y aura une représentation en direct pour la toute première fois dans l'histoire de Trans-Siberian Orchestra, une première exceptionnelle dû à la crise sanitaire. Cette présentation s'est tenue le 18 décembre 2020, d'une durée de 90 minutes. 

## Composition
Dans le studio d'enregistrement, TSO utilise un orchestre complet de 60 instruments ainsi qu'un chœur. Depuis 2004, le groupe en tournée se compose de 14 chanteurs, 14 musiciens et 2 narrateurs.

## Membres

### Membres actuels
Compositeurs : 
- Robert Kinkel (en) (compositeur, coproducteur et claviériste)
- Jon Oliva (compositeur)

Narrateurs :
- Anthony Gaynor
- Bryan Hicks

Chant :
- Steve Broderick
- Tommy Farese
- Jamey Garner
- Christie George
- Alexa Goddard
- Kristin Lewis Gorman
- Erin Henry
- Steena Hernandez
- Tim Hockenberry
- Danielle Landherr
- James Lewis
- Jay Pierce
- Valentina Porter
- Andrew Ross
- Jeff Scott Soto
- Scout (Scout Ford)
- Bart Shatto
- Adrienne Warren
- Russell Allen

Guitare : 
- Chris Caffery (en)
- Angus Clark
- Al Pitrelli
- Alex Skolnick
- Joel Hoekstra

Basse : 
- John Lee Middleton
- Tony Dickinson

Batterie : 
- John O. Reilly
- Jeff Plate

Clavier : 
- Luci Butler
- Jane Mangini
- Derek Wieland

Violon : 
- Roddy Chong
- Anna Phoebe
- Mark Wood
- Asha Mevlana

### Anciens membres
Compositeurs : 
- Paul O'Neill (compositeur, auteur et producteur)

Chant : 
- Heather Gunn
- Patti Russo
- Jennifer Cella
- Maxx (Max Mann)
- Peter Shaw
- Mildred Mullin
- Zachary Stevens
- Tany Ling
- James Robert Lewis
- Michael Lanning
- Daryl Pediford
- Nathan James

Guitare : 
- Jon Bivona

Basse : 
- John Weir
- David Z. (†)

Clavier : 
- Donald Rooney
- Mee Eun Kim

Violon : 
- Lucia Micarelli
- Alison Zlotow

## Discographie
- 1996 : Christmas Eve and Other Stories
- 1998 : The Christmas Attic
- 2000 : Beethoven's Last Night
- 2004 : The Lost Christmas Eve
- 2008 : Night Castle
- 2013 : Tales of Winter
- 2015 : Letters from the Labyrinth